# Davis (Illinois)
Davis es una villa ubicada en el condado de Stephenson en el estado estadounidense de Illinois. En el Censo de 2010 tenía una población de 677 habitantes y una densidad poblacional de 609,3 personas por km². Se encuentra al norte del estado, junto a la frontera con Wisconsin.

## Geografía
Davis se encuentra ubicada en las coordenadas 42°25′18″N 89°24′56″O / 42.42167, -89.41556. Según la Oficina del Censo de los Estados Unidos, Davis tiene una superficie total de 1.11 km², de la cual 1.11 km² corresponden a tierra firme y (0%) 0 km² es agua.

## Demografía
Según el censo de 2010, había 677 personas residiendo en Davis. La densidad de población era de 609,3 hab./km². De los 677 habitantes, Davis estaba compuesto por el 98.52% blancos, el 0% eran afroamericanos, el 0% eran amerindios, el 0.59% eran asiáticos, el 0% eran isleños del Pacífico, el 0.3% eran de otras razas y el 0.59% pertenecían a dos o más razas. Del total de la población el 0.15% eran hispanos o latinos de cualquier raza.